# 马格里布鲨属
马格里布鲨属（学名：Maghriboselache），也称马格里布鲛属，是裂口鲨科的一属。

## 下属物种
本属包括以下物种：
- Maghriboselache mohamezanei [1]